# Dick Diggers goudmijn
Dick Diggers goudmijn (La Mine d'or de Dick Digger) is het eerste album uit de stripreeks Lucky Luke. Het is geschreven en getekend door Morris. Het album bevat twee korte verhalen. Het is in 1949 uitgegeven door Dupuis.

## Verhalen

### Dick Diggers goudmijn
De goudzoeker Dick Digger heeft zojuist een goudader ontdekt. In Nugget Gulch laat hij dat duidelijk merken en dat trekt de aandacht van twee boeven. 's Nachts wordt de goudzoeker beroofd van zijn goud en zijn plan van de mijn. Lucky Luke gaat achter ze aan en na een lange achtervolging krijgt hij de twee dieven te pakken en krijgt Dick Digger zijn goud en zijn plan terug.

### Mad Jim
Mad Jim is een outlaw die wordt opgehangen. Hij lijkt als twee druppels water op Lucky Luke en daarom verwisselen de handlangers van Mad Jim hem met Lucky Luke. Lucky Luke ontsnapt aan zijn ophanging en gaat achter Mad Jim en zijn handlangers aan. Hij krijgt ze te pakken na een lange achtervolging. Mad Jim tracht nog te ontsnappen, maar dit mislukt en hij wordt door Lucky Luke doodgeschoten.